# Esparragosa de Lares
Esparragosa de Lares ist ein Ort und eine Gemeinde (municipio) mit 854 Einwohnern (Stand: 2024) im Nordosten der spanischen Provinz Badajoz in der Autonomen Gemeinschaft Extremadura. Neben dem Hauptort Esparragosa de Lares gehört die Ortschaft Galizuela zur Gemeinde.

## Lage
Esparragosa de Lares liegt ca. 110 Kilometer ostnordöstlich von Mérida in einer Höhe von ca. 475 m in der Sierra de Pela. Die Embalse de Orellana (Stausee des Río Guadiana) befindet sich im Nordwesten und die Embalse de la Serena/Embalse del Zújar (Stausee des Río Zújar) befindet sich im Süden der Gemeinde. Das Klima im Winter ist gemäßigt, im Sommer dagegen warm bis heiß; die eher geringen Niederschlagsmengen (ca. 535 mm/Jahr) fallen – mit Ausnahme der nahezu regenlosen Sommermonate – verteilt übers ganze Jahr.

## Bevölkerungsentwicklung
| Jahr      | 1970 | 1981 | 1991 | 2001 | 2011 | 2021 |
| Einwohner | 1949 | 1481 | 1306 | 1132 | 1013 | 896  |

Der deutliche Bevölkerungsrückgang seit den 1950er Jahren ist im Wesentlichen auf die Mechanisierung der Landwirtschaft, die Aufgabe bäuerlicher Kleinbetriebe und den damit einhergehenden Verlust an Arbeitsplätzen zurückzuführen (Landflucht).

## Wirtschaft
Während das Umland über Jahrhunderte in hohem Maße landwirtschaftlich geprägt war und immer noch ist, ließen sich im Ort selbst auch Kleinhändler, Handwerker und Dienstleister aller Art nieder.

## Sehenswürdigkeiten
- Reste der Burganlage
- Katharinenkirche (Iglesia de Santa Catalina)
- Siechenhauskirche
- Marienkapelle
- Christuskapelle
- Isidorkapelle
- Sebastianuskirche in Galizuela

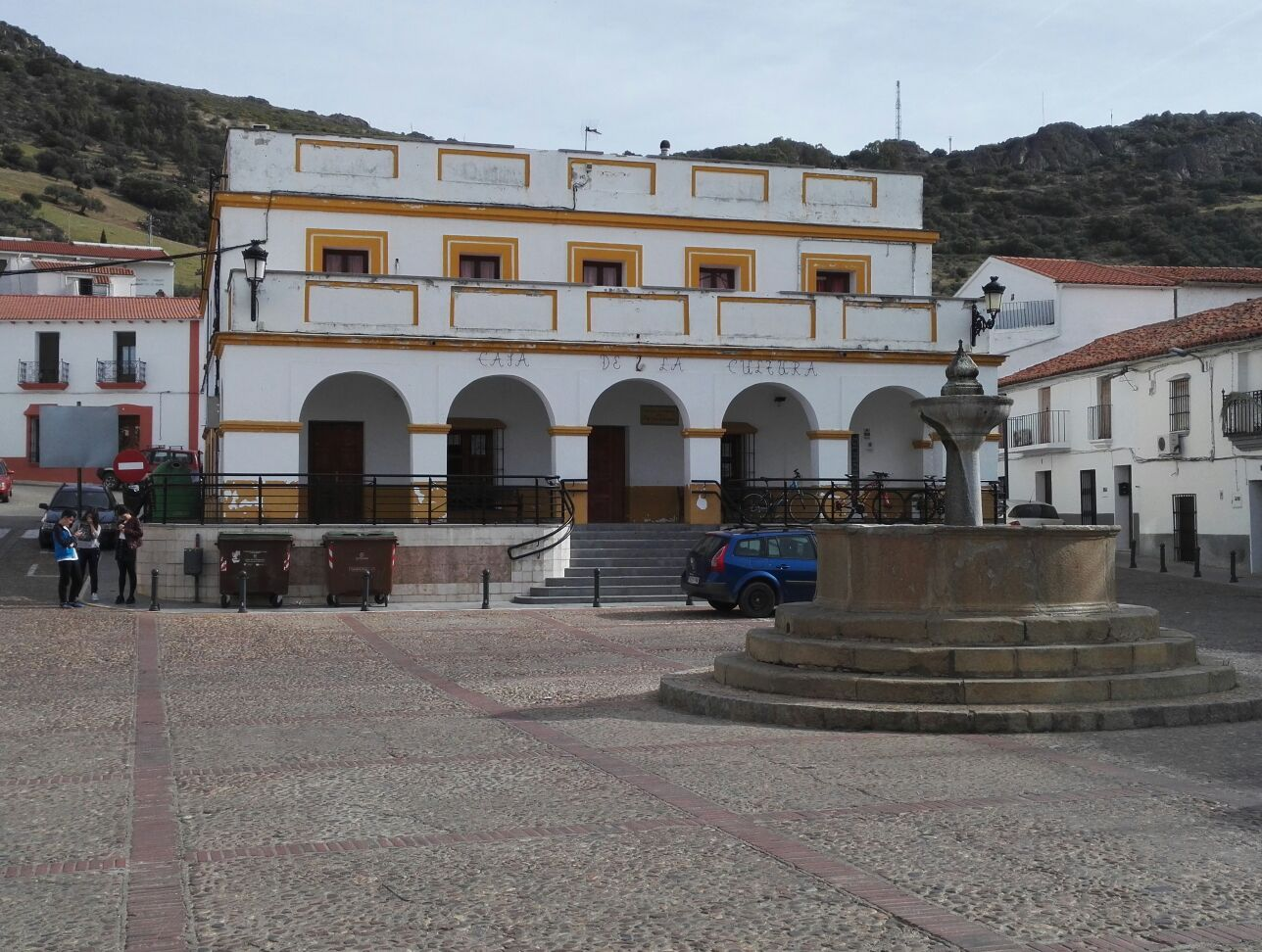
Rathaus
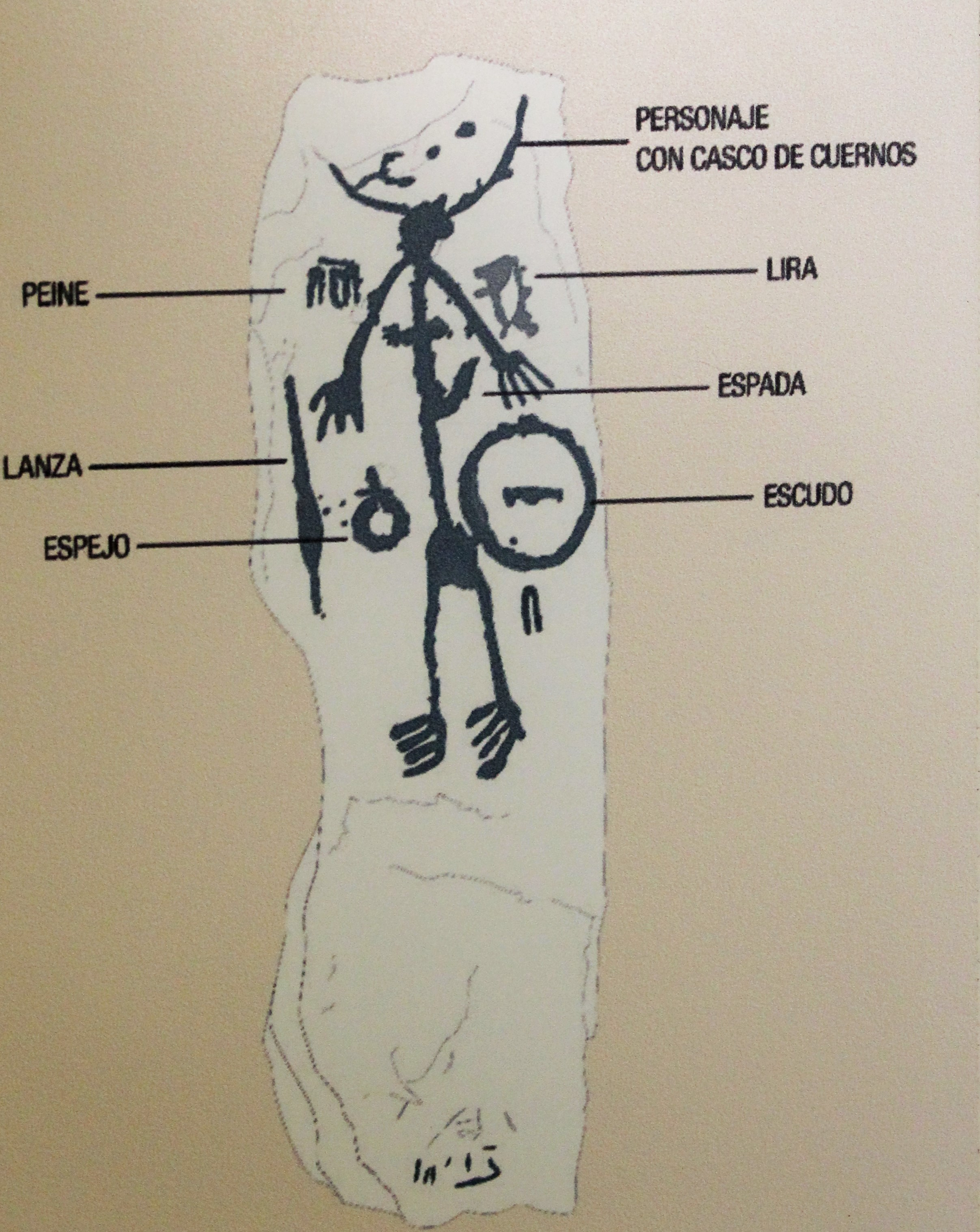
Esparragosa de Lares - Stele 1
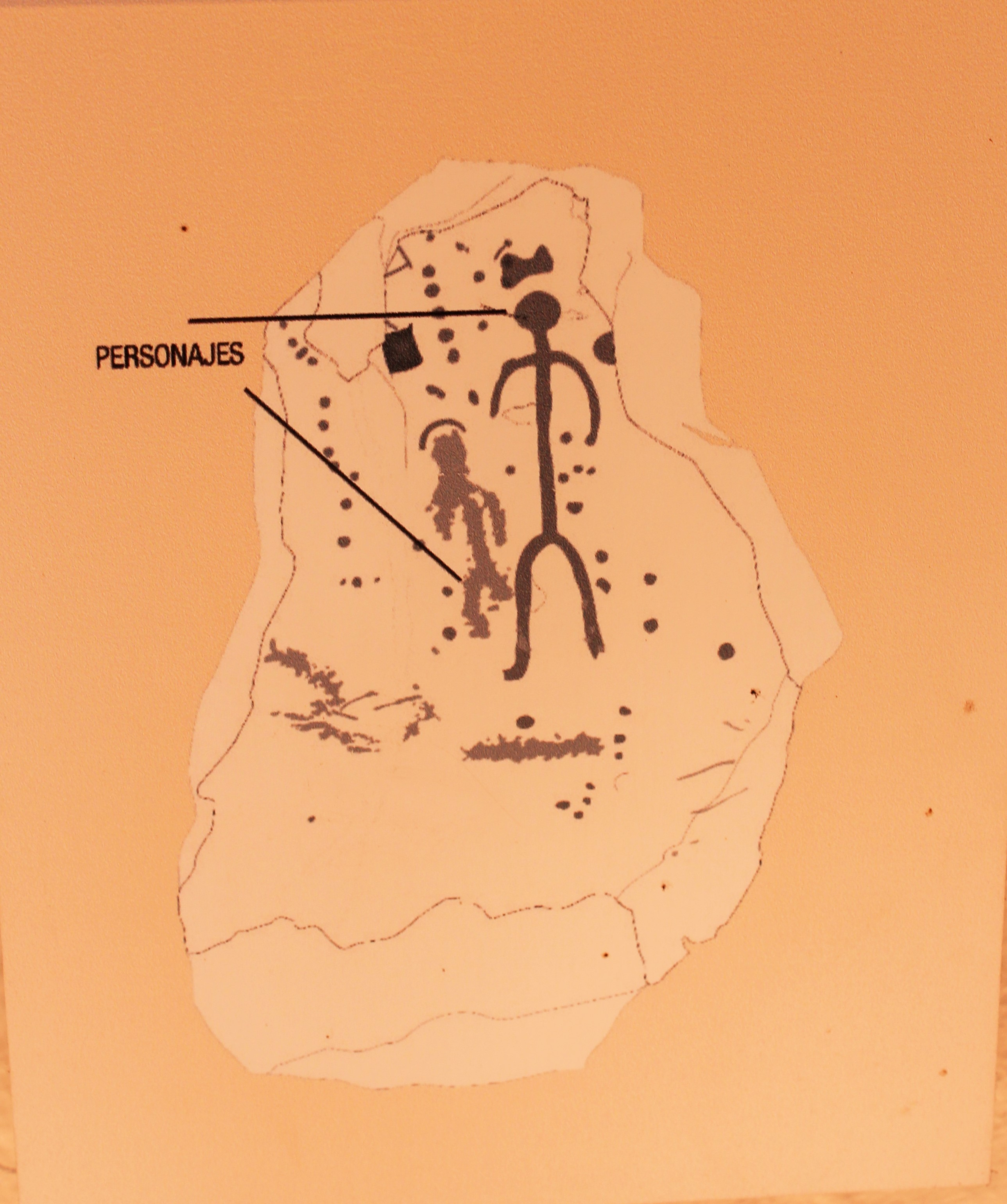
Esparragosa de Lares - Stele 2

## Persönlichkeiten
- Hernando Franco (1532–1585), Komponist
- Pablo Guerrero (* 1946), Singer-Songwriter